# Perturbation (film)
Pour les articles homonymes, voir Perturbation.
Pour plus de détails, voir Fiche technique et Distribution.
Perturbation est un documentaire français réalisé par Fabrice Garcia-Carpintero, sorti en 2020.

## Synopsis
Lors du premier confinement français en 2020, le réalisateur Fabrice Garcia-Carpintero s'est concentré sur les petits êtres qui peuplaient son jardinet citadin, à Limoges, près du parc Victor Thuillat. Il a mis en lumière la richesse d'un écosystème urbain, un peu à la manière du film Microcosmos : Le Peuple de l'herbe, avec, en parallèle, la perturbation du quotidien des humains liée au confinement, et celle d'insectes lors d'une forte pluie.

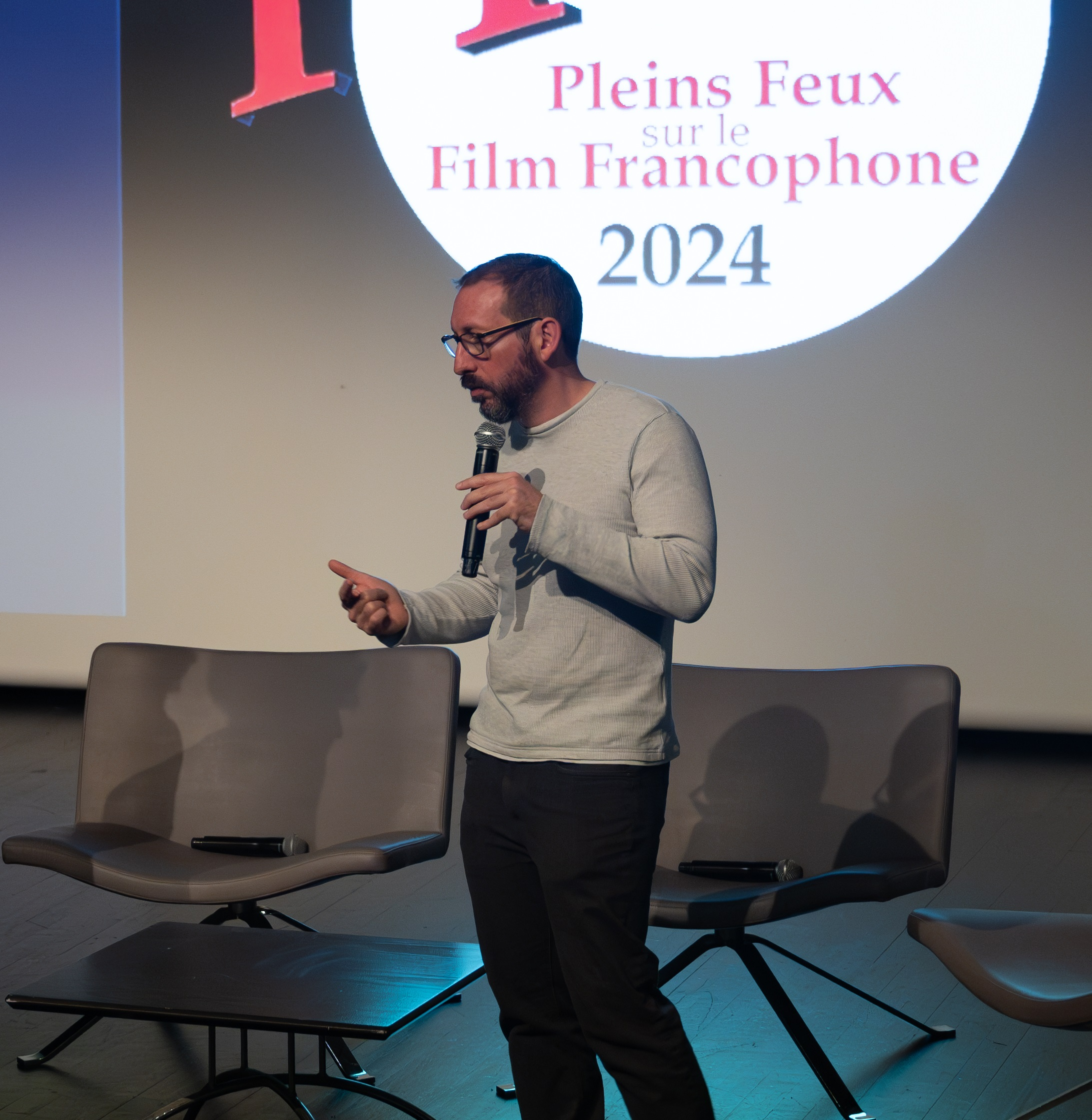
Fabrice Garcia-Carpintero au festival du court-métrage de Limoges.

## Fiche technique
- Titre : Perturbation
- Réalisation : Fabrice Garcia-Carpintero
- Pays de production :  France
- Durée : 4 minutes
- Genre : drame
- Date de sortie :
  - France : 1er avril 2020

## Production

### Tournage
Sauf indication contraire, les informations mentionnées dans cette section peuvent être confirmées par la base de données cinématographiques IMDb,  présente dans la section « Liens externes ». Le film a été tourné à Limoges (département de la Haute-Vienne en Nouvelle-Aquitaine).

### Bande originale
Composition originale d'Alexandre Dupierris, alias hacecah.

## Distinction

### Récompense
Sauf indication contraire, les informations mentionnées dans cette section peuvent être confirmées par la base de données cinématographiques IMDb,  présente dans la section « Liens externes ».
- Prix du public au Festival du court-métrage de Limoges – Battle FestivArt, pour Perturbation , 2020[3].
- Mention honorable au Human-Environment Care International Film Festival de Pickering, Ontario, Canada, pour Perturbation, 2020[4].
- Film d'ouverture du 20e jour du Festival des Arts Confinés, pour Perturbation, 2020[5].